# Elysius rabusculum
Elysius rabusculum là một loài bướm đêm thuộc phân họ Arctiinae, họ Erebidae.